# Frintaneum
Frintaneum nebo také Augustineum, plným názvem K. u. K. höheres Weltpriesterbildungsinstitut zum hl. Augustin byl ústav k vyššímu vzdělávání diecézních (tedy ne řádových) kněží (Weltpriester), který fungoval v letech 1816–1918 ve Vídni ve zrušeném klášteře sv. Augustina v Hofburgu. Byl určen pro absolventy teologie, kteří zde usilovali o získání doktorátu teologie. Ústav měl připravovat „professory, ředitele seminářů atd.“ Podle Ottova slovníku naučného šlo o jediný ústav svého druhu v Rakousku-Uhersku, ačkoli podle článku Vídeň – školství v témže slovníku existoval pro studenty z uherských diecézí už roku 1626 (taktéž ve Vídni) založený ústav Pázmáneum. Jeho studenti, příp. absolventi se označovali jako frintanisté. Na podnět kněze a pozdějšího sanktpöltenského biskupa českého původu Jakuba Frinta (1766–1834, narozen v České Kamenici; Souborný katalog ČR jej uvádí jako Jacoba Frinta) byl založen roku 1815 nebo 1816 císařem Františkem I. Jeho ředitelem byl mj. kněz českého původu a přispěvatel Ottova slovníku naučného Ladislav Dvořák (nar. r. 1870 v Bílé Hůrce u Týna n. Vlt.). Do Frintanea byl přijímán zpravidla pouze jeden uchazeč z dané diecéze. První knihu o něm napsal sám Jakub Frint.
Časopis katolického duchovenstva (1910) podává zprávu, že v „uplynulém školním roce“ (1908–09 nebo 1909–10) měl ústav vrchního představeného, 4 ředitele a 34 chovanců, z toho 4 z Čech a 2 z Moravy.
Mezi známé absolventy Frintanea patří chorvatský biskup Josip Juraj Strossmayer (1815–1905), známý svým vztahem k Českým zemím (v roce 1925 po něm bylo pojmenováno Strossmayerovo náměstí v Praze). Učiliště navštěvovala např. i jedna ze zakladatelských postav české křesťanské sociologie, brněnský Robert Neuschl (1856-1914), který zde získal v roce 1885 titul doktora teologie.